# امانوئل فرانسوا
امانوئل فرانسوا (انگلیسی: Emmanuel François؛ زادهٔ ۲۵ ژانویهٔ ۲۰۰۰) بازیکن فوتبال است.
وی همچنین در تیم ملی فوتبال هائیتی بازی کرده‌است.